# This Bitter Earth (Album)
This Bitter Earth ist ein Jazzalbum von Veronica Swift. Die 2019 bzw. 2020 entstandenen Aufnahmen erschienen im März 2021 auf Mack Avenue Records.

## Hintergrund
This Bitter Earth ist das fünfte Album der Jazzsängerin Veronica Swift und folgt ihrem Debütalbum bei Mack Avenue Records Confessions (2019), das sie mit den Trios der Pianisten Emmet Cohen und Benny Green eingespielt hatte. So wie bei Confessions die Verwendung von populären Liedern des Great American Songbook vermieden wurde, hat die Sängerin ihr Folgealbum als Suiten-ähnlichen Songzyklus angelegt, ähnlich wie Marvin Gayes Album What’s Going On (1971) und Kate Bushs Hounds of Love (1985). Swift wurde bei den Aufnahmen von häufigen Mitarbeitern, dem Pianisten Emmet Cohen, dem Gitarristen Armand Hirsch, dem Flötisten Aaron J. Johnson, dem Bassisten Yasushi Nakamura und dem Schlagzeuger Bryan Carter begleitet.
Swift befasste auf ihrem Album sich mit Themen wie Sexismus (How Lovely to Be a Woman), häuslicher Gewalt (He Hit Me), Rassismus und Fremdenfeindlichkeit (You’ve Got to Be Carefully Taught) und den Gefahren von gefälschten Nachrichten [The Sports Page]; im Titelstück des Albums, das normalerweise mit Dinah Washington in Verbindung gebracht wird, mit Depressionen und ultimativer Erlösung, notierte Jim Hynes. Das Song-Material auf This Bitter Earth deckt verschiedene Genres ab, darunter Jazz, amerikanische Musicals, Vintage R & B und zeitgenössische Rockmusik. Das Titelstück ist eine Interpretation von Clyde Otis’ This Bitter Earth; des Weiteren sang Swift Songs wie How Lovely to Be a Woman von Lee Adams und Charles Strouse, ein Musicalsong aus Bye Bye Birdie (1960). You’ve Got to Be Carefully Taught stammt ebenfalls aus einem Musical – aus South Pscific von 1949. Das von Richard Rodgers und Oscar Hammerstein II verfasste Lied, „zeigt, wie Rassismus und Fremdenfeindlichkeit zu erlernten Verhaltensweisen werden, die Kindern in jungen Jahren häufig vermittelt werden.“
Des Weiteren sang Swift Bob Doroughs You’re the Dangerous Type und Dave Frishbergs Hymne an den Komfort in The Sports Page. Daneben sang Swift einige Klassiker wie George und Ira Gershwins The Man I Love, und die von den Jazzmusikern der 1930er Jahre bewunderte Ballade Prisoner of Love von Russ Colombo und Clarence Gaskill, sowie Richard und Robert Shermans Trust in Me und Lionel Barts As Long As He Needs Me. Jenseits des Jazz-Repertoires interpretierte sie auf dem Album die Carole King/Gerry-Goffin-Nummer He Hit Me (And It Felt Like a Kiss), die 1962 ein provokativer R&B-Song von The Crystals war. Beim Schlusstitel Sing, geschrieben von Amanda Palmer, wurde Swift von Hintergrundsängern, zwei Schulchören, einem Streichensemble und Armand Hirschs Gitarre begleitet.

## Titelliste
- Veronica Swift – This Bitter Earth (Mack Avenue MAC1177).
  1. This Bitter Earth (Clyde Otis)
  2. How Lovely to Be a Woman (Lee Adams, Charles Strouse)
  3. You’ve Got to Be Carefully Taught (Rodgers & Hammerstein)
  4. Getting to Know You (Richard Rodgers)
  5. The Man I Love (G. Gershwin, I. Gershwin)
  6. You’re the Dangerous Type (Bob Dorough)
  7. Trust in Me (Richard Sherman, Robert Sherman)
  8. He Hit Me (And It Felt Like a Kiss; Gerry Goffin, Carole King)
  9. As Long as He Needs Me (Lionel Bart)
  10. Everybody Has the Right to Be Wrong (James Van Heusen, Sammy Cahn)
  11. Prisoner of Love (Russ Colombo, Clarence Gaskill)
  12. The Sports Page (Dave Frishberg)
  13. Sing (Amanda Palmer)

## Rezeption
Für Mat Micucci zählte das Album zu den zehn bemerkenswertesten Neuerscheinungen des Monats; er schrieb in Jazziz, Veronica Swift setze ihren Aufstieg als Jazz-Fackelträgerin des 21. Jahrhunderts mit ihrem fesselnden zweiten Mack Avenue-Album fort. Während Confessions von 2019 noch eine persönlichere Angelegenheit waren, sei This Bitter Earth universeller eingestellt, da sie Sexismus, Rassismus, häusliche Gewalt und andere soziale Probleme über sorgfältig kuratiertes Songmaterial angehe. Das Programm decke eine breite Palette von Musikgenres ab – von Jazz über Vintage R&B bis hin zu amerikanischen Musicals – und werde mit einem Team verwandter Geister dargeboten, darunter Emmet Cohen am Piano.

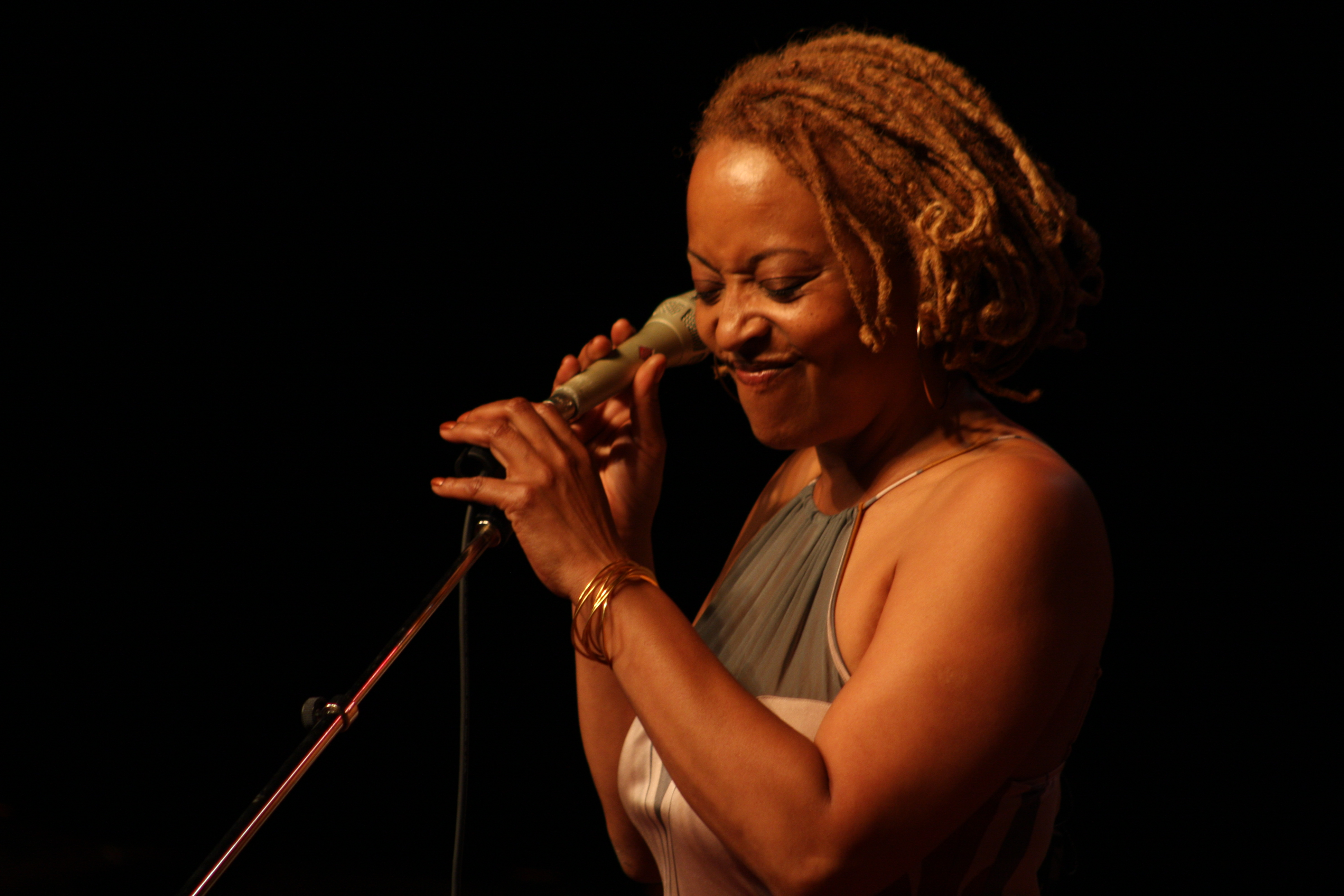
Cassandra Wilson beim Bluesfest in Ottawa (2008)

Nach Ansicht von C. Michael Bailey, der das Album auf der Website All About Jazz rezensierte, sei Swifts Begleitgruppe der Herausforderung mehr als gewachsen, mit der originellsten und gebieterischsten Stimme aufzutreten, die zu Beginn dieses Jahrhunderts in jedem Musikgenre auftauche. Was Cassandra Wilson in den 1990er Jahren gewesen sei, wäre Veronica Swift in den 2020er-Jahren. Ihr Gesang sei ansteckend: Songs wie Getting to Know You, Everybody Has the Right to Be Wrong und Prisoner of Love würden unterschiedliche Facetten von Swifts eindrucksvollem Talent enthüllen. Es sei ein Geschenk, dass Swift so jung und talentiert sei, denn dies stelle sicher, dass noch mehr und bessere Musik kommen werde.
Leonard Weinreich schrieb in London Jazz News, Swift sei mit außerordentlicher Gesangstechnik ausgestattet; ihre Tonhöhe sei präzise, ihre Artikulation klar. Sie habe einen fein abgestimmten Sinn für Dynamik und habe eine bewundernswerte Kontrolle über das Vibrato. Ihr Stimmumfang sei groß, ihre Stimme flexibel, ihr Timing beneidenswert; gleichzeitig swinge sie ohne Scham. Emmet Cohen glänze am Klavier und während des gesamten Albums seien sein prägnantes Comping, seine Fülsel und Reaktionen Balsam für die Seele.
This Bitter Earth erhielt im Down Beat fünf Sterne und damit die Bestnote. Cree McCree, die das Album in dem Magazin besprach, stellte eingangs fest, dass Swift über viele Stimmen vefüge und diese nutze, um auf dem Album „ein schwindelerregendes Kaleidoskop von Stimmungen“ zu präsentieren. Wie auf dem Vorgängeralbum Confessions grabe sie tief im Great American Songbook, um in ihrer Interpretation der Stücke neue, oft überraschende Wahrheiten aufzuzeigen, wobei sie sich unterschiedlichster Vokaltechniken und Stilmittel bediene. Eine wahre Meisterleistung sei ihre Darbietung von „He Hit Me (And It Felt Like a Kiss)“, indem sie die martialischen Akkorde, die mit dem Titel seit der Interpretation von The Crystals verbunden werden, verwandelt und so aufzeigt, dass es eigentlich ein quälend bittersüßes Liebeslied sei (nun umschmeichelt von den Arpeggien von Armand Hirsch auf seiner Gitarre).
Swift zeige sich auf diesem Album als Supernova.
Im Glide Magazine bemerkte Jim Hynes, Swift habe nach eigener Aussage das Album mit zwei getrennten Ansätzen konzipiert, angefangen mit Songmaterial, das die Stellung von Frauen in der Gesellschaft thematisiere und wie dies sich verändere. In der zweiten Hälfte wollte sie andere Phänomene in der Welt wie Rassismus oder falsche Nachrichten ansprechen. Aber anstatt eine eindeutige Haltung einzunehmen, sei ihre Ansicht beobachtend, aber bemerkenswert sachlich und provokativ.